# Bovelles
Bovelles – miejscowość i gmina we Francji, w regionie Hauts-de-France, w departamencie Somma.
Według danych na rok 2011 gminę zamieszkiwało 388 osób, a gęstość zaludnienia wynosiła 56 osób/km² (wśród 2293 gmin Pikardii Bovelles plasuje się na 664. miejscu pod względem liczby ludności, natomiast pod względem powierzchni na miejscu 702.).